# Citroën C1 ev'ie
Citroën C1 ev'ie — це стандартний Citroën C1 перетворений на електричний автомобіль, створений нині неіснуючою Electric Car Corporation. Модель була вперше представлена 30 квітня 2009 року з ціною у 2010 році 19 860 фунтів стерлінгів (30 890 доларів США), що зробило C1 ev'ie конкурентоспроможним електромобілем.
Кузов і комплектуючі Citroën C1 ev'ie практично ідентичні стандартному C1. Відмінності електричної моделі включають трансмісію з фіксованим передавальним числом і рекуперативне гальмування (з ABS). Використовується стандартна 5-ступінчаста коробка передач, але закріплена на 3-й передачі. Рекуперативне гальмування автоматично частково застосовується, щойно відпускається акселератор, а не лише коли натискається педаль гальма, завдяки чому воно діє як гальмування двигуном, а не рух накатом. ECC придбала C1 і зняла двигун і паливний бак, щоб встановити батареї, електродвигун, електричний нагрівач і блок керування двигуном.
Завдяки розміщенню акумуляторів замість стандартного бака для бензинового/дизельного палива, а також у моторному відсіку, у порівнянні зі стандартною моделлю C1, не втрачається простір у багажнику.
Автомобіль заряджається від звичайної розетки за 6 годин. Діапазон становив 97–120 км після 6 годин зарядки акумулятора.
Після припинення роботи ECC «ev-support.co.uk» взяв на себе остаточну гарантійну роботу для ECC і згодом придбав усі запчастини, що залишилися. Деякі деталі, які більше не доступні, тепер відновлені компанією EV-Support.